# Cheryl Gibson
Cheryl Ann Gibson (* 28. Juli 1959 in Edmonton, Alberta) ist eine ehemalige kanadische Schwimmerin. Sie gewann bei den Olympischen Spielen 1976 eine Silbermedaille, bei Schwimmweltmeisterschaften erhielt sie zwei Bronzemedaillen, bei Panamerikanischen Spielen erkämpfte sie fünf Silber- und zwei Bronzemedaillen und bei Commonwealth Games erschwamm sie zwei Goldmedaillen, eine Silbermedaille und drei Bronzemedaillen.

## Karriere
Cheryl Gibson nahm 1974 erstmals an den kanadischen Schwimmmeisterschaften teil. 1975 gewann sie den Titel über 400 Meter Lagen, den ersten ihrer insgesamt 34 kanadischen Meistertitel. Bei den Schwimmweltmeisterschaften 1975 in Cali belegte sie den siebten Platz über 400 Meter Lagen, war damit aber hinter der fünftplatzierten Elizabeth McKinnon nur zweitbeste Kanadierin. Bei den Panamerikanischen Spielen 1975 in Mexiko-Stadt erkämpfte Gibson Bronze über 200 Meter Rücken hinter Donna Wennerström aus den Vereinigten Staaten und Lynn Chénard aus Kanada. Über 200 Meter Schmetterling siegte Camille Wright aus den Vereinigten Staaten vor Cheryl Gibson. Über 200 Meter Lagen erhielt Gibson Bronze hinter Kathy Heddy und Jennie Franks aus den Vereinigten Staaten. Über 400 Meter Lagen gewann Heddy vor Gibson und Franks.
1976 bei den Olympischen Spielen in Montreal trat Gibson in vier Disziplinen an. Zunächst belegte sie den sechsten Platz über 200 Meter Schmetterling, wobei sie hinter der fünftplatzierten Wendy Quirk zweitbeste Kanadierin war. Über 100 Meter Rücken siegten mit Ulrike Richter und Birgit Treiber zwei Schwimmerinnen aus der DDR, auf den Plätzen drei bis fünf schlugen mit Nancy Garapick, Wendy Hogg und Cheryl Gibson drei Kanadierinnen an. Über 400 Meter Lagen siegte Ulrike Tauber aus der DDR vor den beiden Kanadierinnen Cheryl Gibson und Becky Smith. Tags darauf erreichte Gibson als Zwölfte der Vorläufe nicht das Finale auf der 200-Meter-Rückenstrecke.
1978 trat Cheryl Gibson bei den Commonwealth Games in ihrer Heimatstadt Edmonton in fünf Disziplinen an. Sie gewann den Titel über 200 Meter Rücken und erhielt Bronze über 100 Meter Rücken sowie 400 Meter Lagen. Über 200 Meter Schmetterling belegte sie den fünften Platz und über 200 Meter Lagen den sechsten Platz. Bei den Schwimmweltmeisterschaften 1978 in West-Berlin erschwamm Cheryl Gibson auf beiden Rückenstrecken die Bronzemedaille hinter Linda Jezek aus den Vereinigten Staaten und Birgit Treiber.
1979 fanden die Panamerikanischen Spiele in San Juan statt. Die kanadische Lagenstaffel mit Cheryl Gibson, Anne Gagnon, Nancy Garapick und Gail Amundrud gewann die Silbermedaille hinter der Staffel aus den Vereinigten Staaten. Ebenfalls Silber erkämpfte Gibson auf den beiden Rückenstrecken jeweils hinter Linda Jezek. Die Teilnahme an den Olympischen Spielen 1980 verpasste Gibson wegen des Olympiaboykotts.
1982 belegte Gibson bei den Weltmeisterschaften in Guayaquil den fünften Platz in der 4-mal-100-Meter-Lagenstaffel zusammen mit Anne Ottenbrite, Michelle MacPherson und Jennifer Campbell. Mit Maureen New für Campbell gewann die kanadische Lagenstaffel auch den Titel bei den Commonwealth Games 1982 in Brisbane. Gibson erhielt bei ihrer letzten großen Meisterschaft außerdem die Silbermedaille über 200 Meter Lagen, die Bronzemedaille über 200 Meter Rücken und belegte den vierten Platz über 100 Meter Rücken sowie über 400 Meter Lagen.
Die 1,73 m große Cheryl Gibson schwamm zunächst in Edmonton, dann in Etobicoke und in Vancouver. Sie besuchte die Arizona State University, an der sie 1982 graduierte. 1989 schloss sie ihr Jurastudium an der University of Toronto ab. Später arbeitete sie in einer großen Anwaltskanzlei. Daneben übernahm sie mehrfach administrative Aufgaben im kanadischen Sport. 2001 wurde die Mutter von zwei Kindern in die Canadian Olympic Hall of Fame aufgenommen.